# A.D. 2083
A.D. 2083 is een Shoot 'em up-Arcadespel uit 1983 van de Italiaanse firma Midcoin.

## Spelverloop
De speler bestuurt een gevechtsvliegtuig in een pseudo-3D-omgeving. Hier dient hij allerlei vijanden zoals aanvallende vliegtuigen en raketten te vermijden en/of te vernietigen. Men kan het vliegtuig in acht richtingen bewegen. Het spel bestaat uit zes levels dewelke zich opeenvolgend blijven herhalen zolang de speler levens heeft. Naargelang het level speelt het spel zich af in de ruimte of op een planeet.